# 煙蝠屬
煙蝠屬（煙蝠）（学名：Furipterus），哺乳綱、翼手目、葉口蝠科的一屬，而與煙蝠屬（煙蝠）同科的動物尚有四指蝠屬（四指蝠）。

## 下属物种
- 烟蝠 Furipterus horrens (F. Cuvier, 1828)